# Bonifác Procházka (cisterciák)
P. Bonifác Procházka (1754 Ledeč nad Sázavou – 1813 Ostrovačice) byl český cisterciák ze žďárského kláštera, zachránce zelenohorského kostela, jmenovec sekretáře opata Václava Vejmluvy.

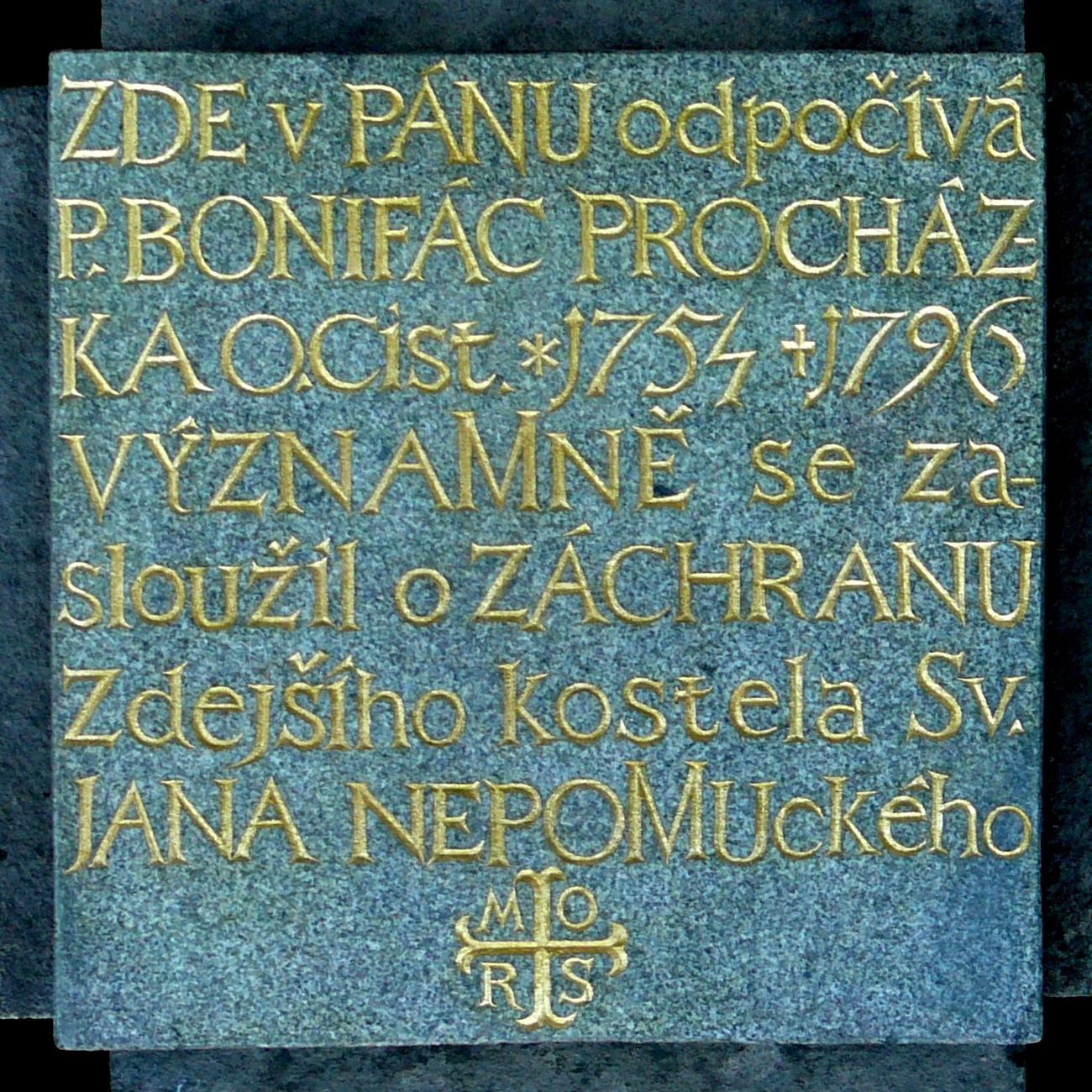
Náhrobní deska Bonifáce Procházky ve Žďáře nad Sázavou

## Život
Žďárský cisterciák, který po zrušení kláštera roku 1784 pobýval v Tišnově, v Šebetově a v Letovicích. Po návratu do obce Zámek Žďár se zde v roce 1789 stal kaplanem. Zdejším knězem byl také bývalý žďárský řeholník, P. Vavřín Anderle. Procházka se výrazně podílel na obnově vybavení bývalého konventního kostela a spolu s dalším z bývalých řeholníků Jáchymem Polanským a s některými obyvateli Města Žďáru, Nového Města na Moravě a dalších obcí poslal moravskému guberniu roku 1791 žádost o umožnění opravy vyhořelého poutního kostela sv. Jana Nepomuckého na Zelené hoře. Ač ji brněnské biskupství zamítlo, gubernium 28. června 1792 opravou povolilo pod podmínkou, že se kostel stane hřbitovním. Biskupství i gubernium odmítlo opravy finančně krýt, a protože kostel sám neměl patrona, získal Bonifác Procházka peníze ve sbírce, na kterou sám přispěl částkou 100 zlatých. Oprava byla provedena v letech 1792–1803, vlastní kostel byl zastřešen už roku 1793. Hřbitov vznikl na někdejším poli poutníků a Bonifác Procházka zde byl na své vlastní přání pochován. Na jeho dílo takřka po čtvrt století navázal vlastenecký spisovatel P. Matěj Josef Sychra, který byl na své přání pohřben ve stejném hrobě jako Bonifác Procházka. Dnes je Sychra mylně považován za zachránce poutního kostela sv. Jana Nepomuckého na Zelené hoře.
V pamětní listině neznámého autora z roku 1802, umístěné do makovice věže žďárského farního kostela sv. Prokopa, se dochoval následující zápis, který v roce 1954 přepsal Bernard Süss: „Pak ten Zelenohorský chrám, poněvadž panství do zemských religionsfondu potaženo bylo nabyl spravován, nýbrž jedním z mladších pánův duchovních páter Bonifác Procházka a ze starších pánu p. Joachim Polanský po dobrodincích sem a tam jezdily a od slavného Kubernium ty obhořelé zdi spravovat a zřizovat povolání dostavše tu správu z dopomožením ruční práce žďárských Čechů konané v 6 letech předsevzali a skončili.“ 